# Urania-Sternwarte Zürich

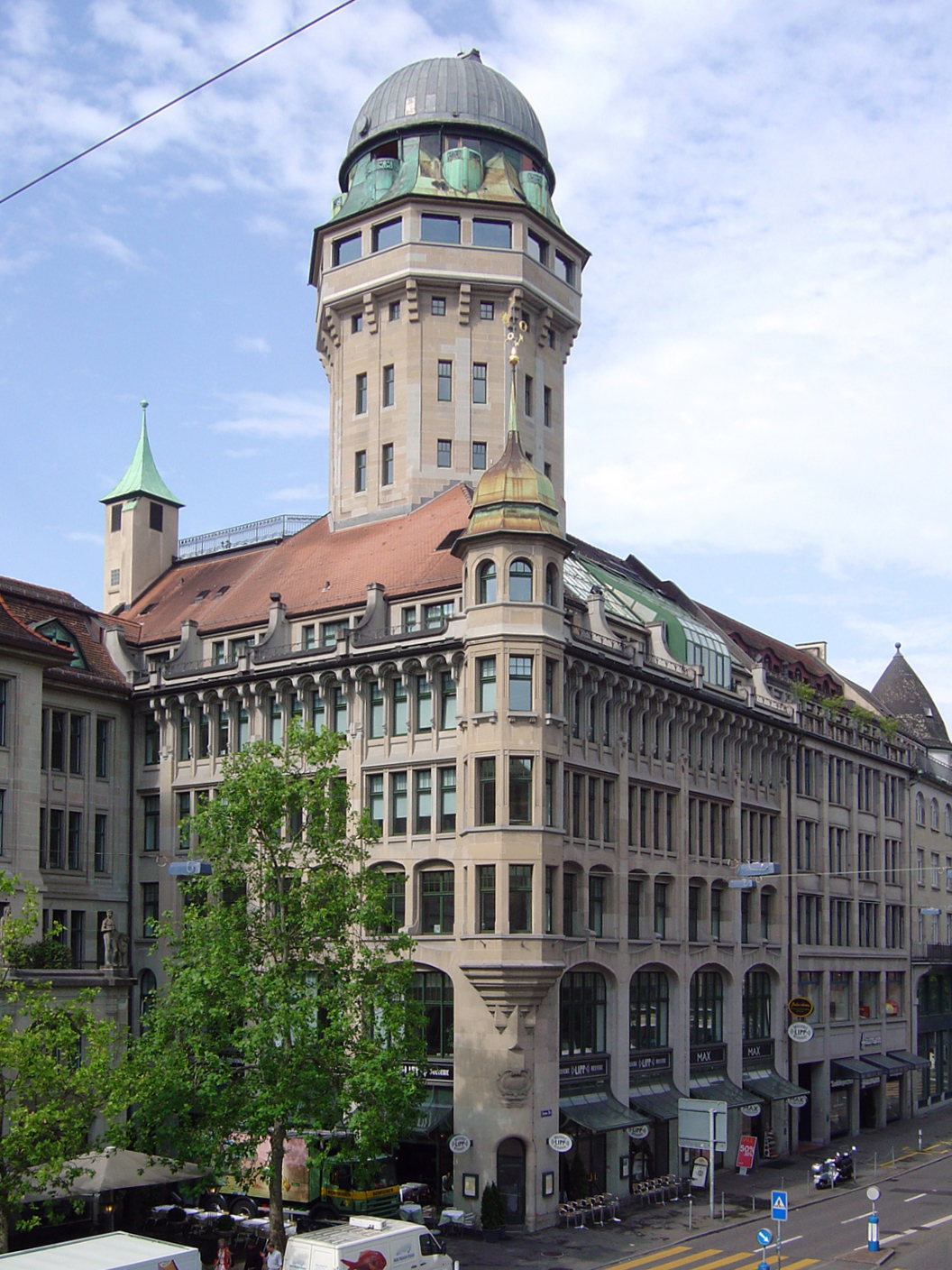
Die Sternwarte und das Geschäftshaus Urania (2006)

Die Urania-Sternwarte Zürich (offizielle Bezeichnung) ist eine Volkssternwarte im Quartier Lindenhof (Kreis 1) in Zürich. Sie ist die älteste Volkssternwarte der Schweiz. Ihren Namen Urania verdankt sie der Muse der Sternkunde aus der griechischen Mythologie – namentlich abgeleitet von Uranos, dem Himmel in Göttergestalt.

## Anlage

### Gebäude
Die Ursprünge der Volkssternwarte gehen auf ein erstes Observatorium auf dem Dach des Zunfthauses zur Meisen zurück. Von diesem Standort aus gelang es der «Astronomischen Kommission» im Jahr 1759 erstmals, die Culminatio solis und damit die exakte Ortsbestimmung der Stadt Zürich auf dem Globus zu berechnen. In späteren Jahren erfolgten astronomische Beobachtungen vom (südlichen) «Karlsturm» des Grossmünsters. Die Eidgenössische Sternwarte wurde zwischen 1861 und 1864 im Zusammenhang mit dem Bau der Eidgenössischen Technischen Hochschule (ETH) von Gottfried Semper für Forschungszwecke errichtet, war aber für die Öffentlichkeit üblicherweise nicht zugänglich.

Der Verkauf eines Grundstückes beim Werdmühleplatz an den Kaufmann Abraham Weill-Einstein, unter dem Vorbehalt, auf dem Bauplatz «binnen fünf Jahren von der Eigentumsüberrtragung an gerechnet eine schöne, der Lage des Bauplatzes angemessene Baute zu erstellen,» initiierte im Jahr 1899 die Planung der ältesten Volkssternwarte der Schweiz. Im April 1905 legte die Bausektion dem Stadtrat den Projektentwurf vor, und bereits Mitte Juni 1905 erfolgte der Baubeginn im Rahmen der von Gustav Gull geplanten «Urania-Achse» Sihlporte–Uraniastrasse–Zähringerplatz. Hierbei handelte es sich um ein Projekt mit Bebauungsplänen für ein «Gross-Zürich», von welchen nur Teile der «Bürostadt Urania» mit dem Wohn- und Geschäftshaus und der Sternwarte (Uraniastrasse 9) sowie den Amtshäusern I–IV zwecks Zusammenfassung der städtischen Amtsstellen an der linksseitigen Limmat verwirklicht wurden. 

Die neue Urania Sternwarte 1910 (Fotograf Leo Wehrli)

Die Urania-Sternwarte war der erste Betonbau, der in Zürich errichtet wurde. Der 51 Meter hohe Turm wurde ohne Verbindung zum übrigen Haus erstellt. Er stand auf einem Fundament von 48 Holzpfählen, die 12 Meter tief in den Baugrund aus Seekreide gerammt wurden, bis sie auf Fels stiessen. Darüber lag eine gegossene und erschütterungsfreie Betonplatte, die den Sockel des Teleskops trug. Am Samstag, dem 15. Juni 1907 fand die Eröffnung des Geschäftshauses und der Volkssternwarte statt. Seither gehört der rund 51 Meter hohe Turm zu den markantesten Bauten am westlichen Ende der historischen Altstadt und steht seit 1989 unter Denkmalschutz.

### Teleskop
Das Fernrohr ist mit einem farbkorrigierenden, fraunhoferschen Zweilinsensystem von 30 Zentimeter Öffnung und einer Brennweite von 5,05 Meter ausgerüstet. Er ermöglicht eine bis zu 600-fache Vergrösserung der beobachteten Himmelsobjekte. Genutzt werden zumeist 150- bis 205-fache Vergrösserungen. Das Fernrohr im Kuppelraum bildet das Zentrum des imposanten Turmbaus: Das Gerät steht auf einer Säule, die berührungsfrei durch das gesamte Gebäude bis in die Fundamente des Geschäftshauses Urania reicht. Der Kuppelbau ist gegen Erschütterungen von innen und aussen mit Stützen vibrationshemmend abgestützt.

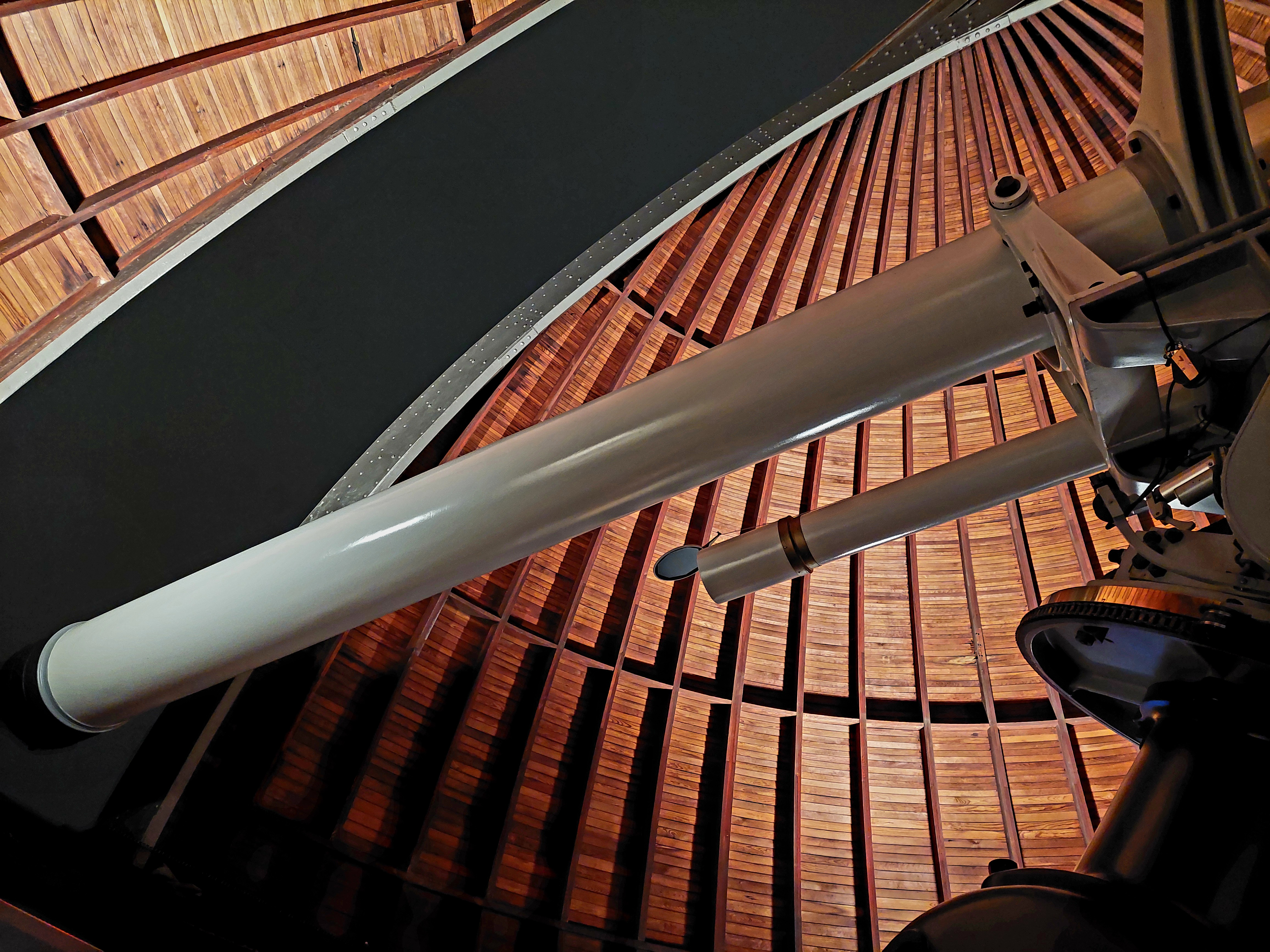
Urania-Sternwarte Zürich: Das original Zeiss-Teleskop von 1907 in Aktion

Im Vergleich zu kleineren, öffentlich zugänglichen Volkssternwarten nahm die Zürcher Urania zu Beginn des 20. Jahrhunderts eine Sonderstellung ein. Das zwölf Tonnen schwere optische Teleskop wurde von Carl Zeiss in Jena, dem damals führenden Hersteller für optische Instrumente, entwickelt. Es galt als technische Meisterleistung, wie eine zeitgenössische Quelle berichtet: «Dieses Instrument stellt das Vollkommenste dar, was nach dem heutigen Stand der Wissenschaft, Präzisionsmechanik und Optik hergestellt werden kann. Speziell mit Bezug auf seine besondere Konstruktion und mit Rücksicht auf die populären Zwecke, denen es zu dienen hat, findet es nicht seinesgleichen.» Das Fernrohr prägte als «Urania-Typ» die Technikgeschichte; ein Modell befand sich im Deutschen Museum.

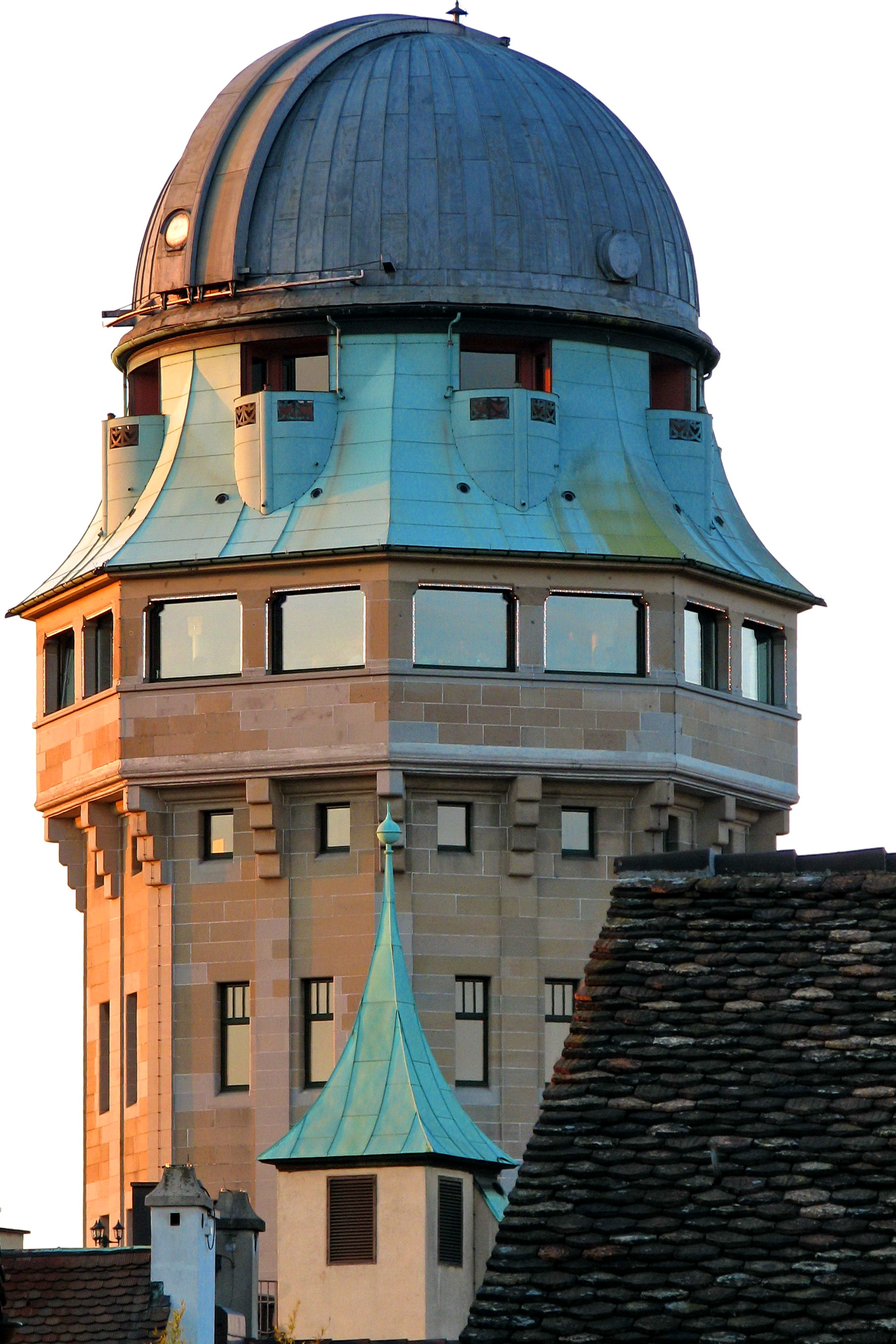
Der Kuppelbau, Ansicht vom Lindenhof (2009)

Anlässlich des hundertsten Jubiläums sollten das Teleskop und die Kuppel umfassend erneuert werden. Das mittlerweile einhundert Jahre alte Zeiss-Fernrohr, das mit seinen Abbildungsleistungen auch heutige Ansprüche weiterhin erfüllt, wurde im März 2006 demontiert und bis Anfang April 2007 von einer Spezialwerkstatt in Jena umfassend restauriert. Die damalige Betreiberin unterzog gleichzeitig auch die Gebäudekuppel und das Innere der Sternwarte einer Gesamterneuerung. In der Nacht vom 24. auf den 25. April wurde das Fernrohr in einer spektakulären Aktion mit einem 200-Tonnen-Kran in die Sternwarte gehievt und wieder installiert. Am 4. Mai 2007 erfolgte die feierliche Wiedereröffnung.

## Aufgaben und Beobachtungen
Die Sternwarte bietet sternkundliche Führungen – Mond, Objekte im Sonnensystem, Sternhaufen, Sterne, kosmische Nebel, Galaxien – und Sonderveranstaltungen für ein breites Publikum sowie Einzelführungen für Schulen und Gruppen an. Die kostenpflichtigen öffentlichen Führungen finden jeweils Donnerstag, Freitag und Samstag bei jedem Wetter statt. Die zentrale Lage und der die Stadt Zürich überragende Beobachtungsturm gewähren zudem eine ungewöhnliche Aussicht auf die Stadt, den Zürichsee und die Alpen.
Gleichzeitig stellt gerade die Lage inmitten der Stadt Zürich ein schwerwiegendes Problem dar: Die Lichtverschmutzung behindert durch nach oben strahlende Fassadenbeleuchtungen die Beobachtungen, so dass nur noch wenige Galaxien und kosmische Nebel sichtbar sind. Daher beschränken sich Beobachtungen praktisch auf den Mond und die Planeten sowie helle Himmelsobjekte.
Die Urania-Sternwarte  wird seit Juni 2008 von der gemeinnützigen Urania-Sternwarte Zürich AG betrieben, unterstützt unter anderem von der Astronomischen Gesellschaft Urania Zürich (AGUZ), der Volkshochschule des Kantons Zürich und der Stadt Zürich. Die Leitung der Sternwarte oblag von 1936 bis 2008 der Volkshochschule, deren Stiftungsrat das Grundkapital für die Gründung der neuen Betreibergesellschaft zur Verfügung gestellt hat.